# Hadži (priimek)
Pogostost priimka Hadži je bila po podatkih Statističnega urada Republike Slovenije na dan 1. januarja 2010 manjša kot 5 oseb.

## Znani slovenski nosilci priimka
- Jovan Hadži (1884—1972), zoolog, univerzitetni profesor, akademik
- Dušan Hadži (1921—2019), kemik, univ. prof., akademik
- San Hadži (*1988), biokemik, strukturni biolog
- Sašo (Aleksander) Hadži (1953—2009), sinolog?
- Vesna Požgaj Hadži (*1955), jezikoslovka srbokroatistka, univ. prof.

## Znani tuji nosilci imena ali priimka
- Dimo Hadži-Dimov (1875—1924), makedonski narodno-osvobodilni voditelj, publicist, politični tribun
- Jordan-Džinot Hadži-Konstantinov (~1820—1882), makedonski pisatelj
- Jovan Hadži-Vasiljević (1868—1935), srbski zgodovinar
- Hadži-Dimitar (1837—1868), bolgarski domoljub
- Hadži-Prodan Gligorijević (~1780—?), srbski vojvoda
- Hadži-Ruvim (1754—1804), arhimadrit samostana Bogovađe (pravo ime Rafailo Nešković ali Nenadović)
- Kiro Hadži-Vasilev (1921—2000), makedonski komunistični politik
- Miloš Hadži-Dinić (1861—1941), srbski in hrvaški igralec
- Mito Hadži-Vasilev (1922—1968), makedonski komunistični politik
- Petar Hadži-Boškov (*1928), makedonski kipar